# Penstemon pentstemon
Penstemon pentstemon là một loài thực vật có hoa trong họ Mã đề. Loài này được (DC.) MacMill. mô tả khoa học đầu tiên năm 1892.